# Sandra Bonsanti
Sandra Bonsanti (Pisa, 1º giugno 1937) è una giornalista, scrittrice e politica italiana, già membro della Camera dei deputati.

## Biografia
Figlia di Alessandro Bonsanti, ex sindaco repubblicano di Firenze, sposata con lo storico, scrittore e senatore repubblicano Giovanni Ferrara, ha tre figlie. Dopo essersi laureata a Firenze, ha vissuto per diversi anni a New York.
Ha iniziato la sua attività di giornalista nel 1969 a Il Mondo. Ha poi lavorato a Epoca, Panorama e La Stampa. Nel 1981 è stata assunta da Eugenio Scalfari a la Repubblica, della quale è stata per anni una delle firme più in vista. Nel 1993 è stata incaricata dall'OdG e dalla FNSI di redigere a quattro mani con Angelo Agostini la Carta dei doveri del giornalista.
Nel 1994 è stata eletta alla Camera dei deputati per la coalizione dei Progressisti nel collegio uninominale di Firenze 2 con oltre il 53% dei voti. Durante la XII Legislatura è stata membro della commissione parlamentare antimafia.
Nel 1996 ha rinunciato a ricandidarsi alle elezioni per assumere la direzione del quotidiano Il Tirreno.
Dal 2002 al 2015 è stata presidente di Libertà e Giustizia; in seguito, è componente del Consiglio di Presidenza sotto le successive presidenze di Alberto Vannucci, Nadia Urbinati e Tomaso Montanari.

## Opere
- Il canto della libertà, Feltrinelli, 2016, ISBN 9788861908574
- Una madre per l'estate, Rizzoli, 1982
- Sandra Bonsanti e Gianfranco Piazzesi, La storia di Roberto Calvi, Longanesi, 1984, ISBN 88-304-0217-6
- Giovanni Maria Bellu e Sandra Bonsanti, Il crollo. Andreotti, Craxi e il loro regime, Longanesi, 1993, ISBN 88-420-4224-2
- (a cura di) Sandra Bonsanti, Maurizio De Luca, Corrado Stajano, Il caso Mandalari, Libera, Roma, 1995
- Il gioco grande del potere, Chiarelettere, 2013. Postfazione di Gustavo Zagrebelsky. ISBN 9788861904675
- Sandra Bonsanti e Stefania Limiti, Colpevoli, Chiarelettere, Prima Edizione digitale Marzo 2021. ISBN 9788832964615